# Elfie Wörner

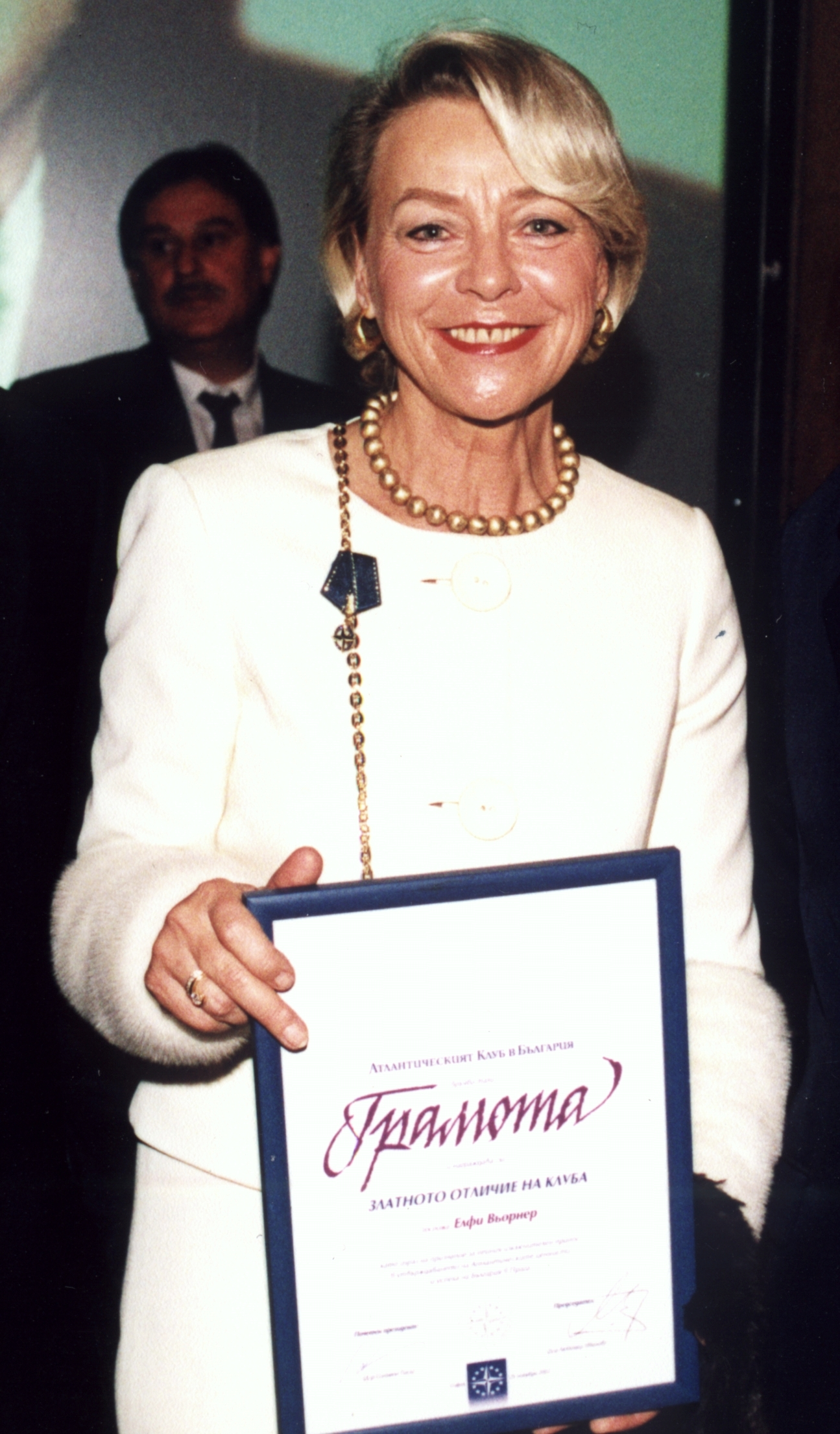
Elfie Wörner (2002)

Elfie Hartwig Wörner (geb. Reinsch; * 31. Juli 1941 in Berlin; † 4. Juli 2006 in München) war eine deutsche Journalistin und Stifterin. Als zweite Gattin und Witwe des Bundesverteidigungsministers und NATO-Generalsekretärs Manfred Wörner war sie öffentlich präsent, so auch als Schirmherrin der Aktion Sorgenkinder in Bundeswehrfamilien des Bundeswehr-Sozialwerkes. Für ihre Verdienste wurde sie u. a. mit dem Bundesverdienstkreuz am Bande geehrt.

## Leben
Wörner besuchte die Gabriele-von-Bülow-Oberschule (Abitur 1971) in Berlin-Tegel. Später studierte sie Pharmazie an der Freien Universität Berlin und arbeitete als Journalistin.
Sie ging 1982 die Ehe mit dem damaligen Bundesminister der Verteidigung Manfred Wörner, Jurist und Reserveoffizier sowie nachmaliger NATO-Generalsekretär, ein; sie hatten keine gemeinsamen Kinder. Elfie Wörner engagierte sich im sozialen und kulturellen Bereich u. a. als Förderin des Museums Arno Breker in Nörvenich, als Kuratoriumsvorsitzende (ab 2002) der Stiftung LebensBlicke für Darmkrebsprävention und mit Freimut Duve und Christian Schwarz-Schilling als Kuratoriumsmitglied (ab 1995) von Hilfe für Bosnien-Herzegowina. Bereits ab Mai 1985 war sie mit Unterbrechung Schirmherrin der Aktion Sorgenkinder in Bundeswehrfamilien des Bundeswehr-Sozialwerkes. 1988 eröffnete sie, um Spenden zu sammeln, die Karikaturenausstellung „Rührt euch!“ in Siegburg. Aus ihrem Nachlass wurde die Elfie-Wörner-Stiftung gegründet, die die Aktion für behinderte Kinder weiter fördert.
Für ihr Engagement wurde sie durch Bundespräsident Richard von Weizsäcker mit dem Bundesverdienstkreuz am Bande geehrt. Außerdem war sie Trägerin des Alexander Orden für Kunst und Wissenschaft. 2002 erhielt sie den Golden Award des Atlantic Club of Bulgaria. 2006 fand ihr zu Ehren ein Gedenkgottesdienst in der Allerheiligen-Hofkirche in München statt.

## Schriften (Auswahl)
- mit Walther Keim, Günter Schmidt (Hrsg.): Rührt euch!. Bundeswehr in der Karikatur. Mittler, Herford 1988, ISBN 3-8132-0288-7.